# Acraea kiellandi
Acraea kiellandi är en fjärilsart som beskrevs av Robert H. Carcasson 1964. Acraea kiellandi ingår i släktet Acraea och familjen praktfjärilar. Inga underarter finns listade i Catalogue of Life.